# Gomorra (città)

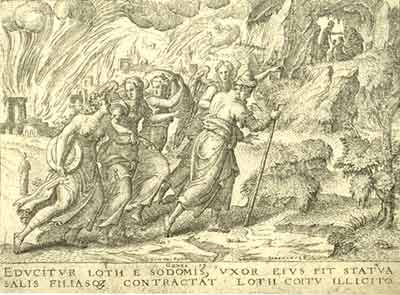
La distruzione di Sodoma e Gomorra, di Étienne de Laune

Gomorra (in ebraico עֲמוֹרָה,ʿAmora), è stata una delle mitiche "cinque città della pianura" (insieme a Sodoma, Zeboim, Adma e Zoar), distrutte da Dio, secondo la narrazione della Bibbia, per aver cambiato alleanza con Elohim (tradotto “Dio”) (Deuteronomio 29,25). La sua distruzione è narrata in Genesi 19.
Secondo il testo biblico era situata nei pressi del Mar Morto e governata da un re di nome Birsa.

## Gomorra nel senso comune e in letteratura
Tradizionalmente la distruzione di Gomorra è stata attribuita allo stesso peccato che aveva causato la distruzione di Sodoma, quindi il nome di Gomorra nella letteratura antica è sempre citato o in associazione con il nome di Sodoma ("Sodoma e Gomorra"), o per sostituirlo. Spesso Gomorra viene usato come sinonimo di corruzione e decadimento morale e umano. Due esempi sono il libro Slouching Towards Gomorrah: Modern Liberalism and American Decline di Robert H. Bork e Gomorra di Roberto Saviano che in questo caso "gioca" con la parola per via della sua assonanza con camorra, fenomeno trattato nel romanzo d'inchiesta in questione.

## Gomorreo
Da Gomorra deriva la parola "gomorreo", che è stata usata con due significati distinti:
Nel latino medievale il termine gomorrhaeus (italiano "gomorreo") è usato sempre come sinonimo di "sodomita"; un esempio macroscopico è il titolo del Liber gomorrhianus di San Pier Damiani (1007-1072) (un veemente attacco contro i comportamenti omosessuali del clero).
Tuttavia nel XIX secolo, sulla scia di un verso di Alfred de Vigny apparso nella poesia (FR)  "La colère de Samson" (La Femme aura Gomorrhe / et l'Homme aura Sodome, cioè: "la donna avrà Gomorra e l'uomo avrà Sodoma") s'iniziò a distinguere fra "Sodoma" per indicare, come da tradizione, l'omosessualità maschile, e "Gomorra", per indicare invece quella femminile. Un esempio di questo utilizzo si ha nel titolo del libello anticlericale Le couvent de Gomorrhe, del 1895, che ha per tema gli amori fra donne.
L'utilizzo, da parte di Marcel Proust, dei versi di Vigny in apertura del volume Sodoma e Gomorra della sua Recherche ha garantito un certo successo a tale uso, specie attraverso il termine (usato da Proust stesso), gomorrhéenne quale eufemismo per lesbica. Tale uso eufemistico è però passato di moda già prima della seconda guerra mondiale.